# Менше нуля
«Менше нуля» (англ. Less Than Zero) — це американський драматичний фільм 1987 року, кінематографічна адаптація однойменного роману Брета Істона Елліса. Першокурсник Клей (Ендрю МакКарті) повертається додому на Різдво. Як з'ясовується, його найкращий друг Джуліан (Роберт Дауні (молодший)) переспав з його дівчиною Блер (Джеймі Герц) і став залежним від кокаїну. Фільм розповідає про багате, розпусне життя зіпсованої «золотої молоді» Лос-Анджелеса.
«Менше нуля» отримав неоднозначні відгуки серед критиків. Спочатку Елліс просто ненавидів фільм, проте потім його ставлення пом'якшало. Але він все ж таки переконаний, що між його романом і фільмом немає нічого спільного. На думку Елліса, всі актори, крім Дауні і Спейдера підібрані неправильно.

## Сюжет
Клей Істон — першокурсник, який на Різдво повертається додому, де його чекають погані новини. Його дівчина Блер стала наркоманкою та одного разу переспала з його найкращим другом Джуліаном. Джуліан теж зловживає наркотиками, його навіть вигнали з дому через постійні крадіжки. Згодом стає зрозуміло, що Джуліан має величезний борг в 50 000 доларів, за що на нього полює дилер Ріп.
Коли між Клеєм і Блер знову відновлюються романтичні стосунки, залежність Джуліана стає ще сильнішою. Дилер намагається змусити Джуліана відпрацювати борги, як повію. Постійні проблеми з дилерами, бажання нової дози, проблеми зі здоров'ям переслідують Джуліана. Пройшовши через багато негараздів, Блер і Клей везуть Джуліана подалі від його знайомих, щоби він міг зав'язати з наркотиками. Але Джуліан помирає в машині.
Після похорону Клей і Блер сидять на кладовищі і згадують про щасливі дні з Джуліаном. Клей пропонує Блер разом із ним поїхати на схід, і вона погоджується.

## В ролях
| Актор                   | Роль                                      |
| ----------------------- | ----------------------------------------- |
| Ендрю МакКарті          | Клей Істон                                |
| Джеймі Герц             | Блер                                      |
| Роберт Дауні (молодший) | Джуліан Веллс                             |
| Джейс Спендер           | Ріп                                       |
| Майкл Боуен             | Білл                                      |
| Ніколас Прейор          | Бенджамін Веллс                           |
| Майкл Грін              | Роберт Веллс                              |
| Тоні Білл               | Бредфорд Істон                            |
| Донна Мітчел            | Ілейн Істон                               |
| Сара Бакстон            | Маркі                                     |
| Лайзен Фальк            | Патті                                     |
| Джейн Модін             | Сінді                                     |
| Бред Пітт               | Тусовщик (в титрах не вказаний)           |
| Крістофер Малекі        | Хлопець на вечірці (в титрах не вказаний) |
| Джекі Свенсон           | Дівчина на вечірці (в титрах не вказана)  |

## Сиквел
14 квітня 2009 року в новинах на телеканалі MTV стало відомо, що Елліс майже закінчив свою сьому книгу «Імперські спальні» (англ. Imperial Bedrooms), яка є сиквелом до «Менше нуля». Елліс вважає, що його персонажі досі актуальні та сподівається на екранізацію роману. Елліс відчуває, що адапція цього роману як сиквелу «Менше нуля» — «дісно гарна ідея». Він сподівається зібрати разом Дауні, Спейдера, МакКарті і Герц.
Згідно з Internet Movie Database зйомки мали початися в 2012 році.

## Саундтрек
Саундтрек складається з музики різноманітних жанрів і вибув виданий 6 листопада 1987 року лейблом «Def Jam Recordings». Він зайняв 31-ше місце в чарті Billboard 200, 22-ге місце в «Top R&B/Hip-Hop Albums», а 8 лютого 1988 він став золотим.